# Kosatínský viklan
Kosatínský viklan u Mirotic (nazývaný též Viklan u Bud) je velký kamenný blok, který se nachází nedaleko obce Boudy na Písecku v regionu chráněné přírodní památky Malý Kosatín. Viklan leží na vrcholku (dominantě) přirozené (přírodní) kamenné řady v lese na kopci, který se jmenuje Malý Kosatín (500 m n. m.). Horní žulový balvan je vysoký 1,1 metru, jeho půdorys má rozměry 2,6 x 2,1 metru a spodního podkladového balvanu se viklan dotýká jen malou plochou (a při dotyku se může pohybovat). Místní lidé jej kdysi nazývali „hejbací kámen“.

## Historie
V okolí viklanu prováděl (v roce 1930 a pak i ve 30. letech 20. století) archeologický průzkum známý jihočeský archeolog Bedřich Dubský (1880–1957). Dubský nalezl na povrchu viklanu několik nepravidelných jamek. Při vykopávkách pod přečnívající částí kamene nalezl uhlíky a drobné střepy keramiky datované do starší doby železné (7. až 5. století před naším letopočtem). Obdobné střepy keramiky ze stejného období byly nalezeny i na nepříliš vzdáleném pravěkém hradišti na vrchu Hrad. Archeologické nálezy z blízkosti viklanu se shodovaly (charakterem i dobou vzniku – halštatského období) i s nalezenými zlomky předmětů z lokality zvané halštatské mohyly, která se nachází asi 100 metrů východním resp. jihovýchodním směrem od viklanu. V místě viklanu nalezl archeolog Bedřich Dubský i několik zlomků zvířecích kostí. Tento nález podporuje domněnku, že viklan byl obyvateli pravěkého hradiště používán nejspíše ke kultovním (rituálním) obřadům.
K viklanům řadím i přečnívající balvan u Bud na Mirovicku, třeba by tvarem i polohou neodpovídal pravým viklanům (logans). Nachází se asi sto kroků západně od keltického hradiště, Hradu u Čimelic. Horní balvan s jamkami spočívá na kamenech, jež přečnívá téměř o polovinu, takže jim lze pohybovati. V písčité vrstvě pod přečnívající částí našel jsem laténské střepy jako doklad používání kamene Kelty.
Bedřich Dubský, O Kosatínském viklanu (v roce 1945), 

## Turistika
Viklan je přístupný po neudržované cestě mezi obcemi Výšice a Boudy nedaleko Alšovy naučné stezky vedoucí z Mirotic do Čimelic. Nejsnáze je ale dostupný ze žlutě značené turistické Alšovy naučné stezky. (Od kostela Panny Marie v obci Boudy asi 950 metrů vzdušnou čarou západním směrem v lese.)

## Galerie

Kosatínský viklan v proměnách času
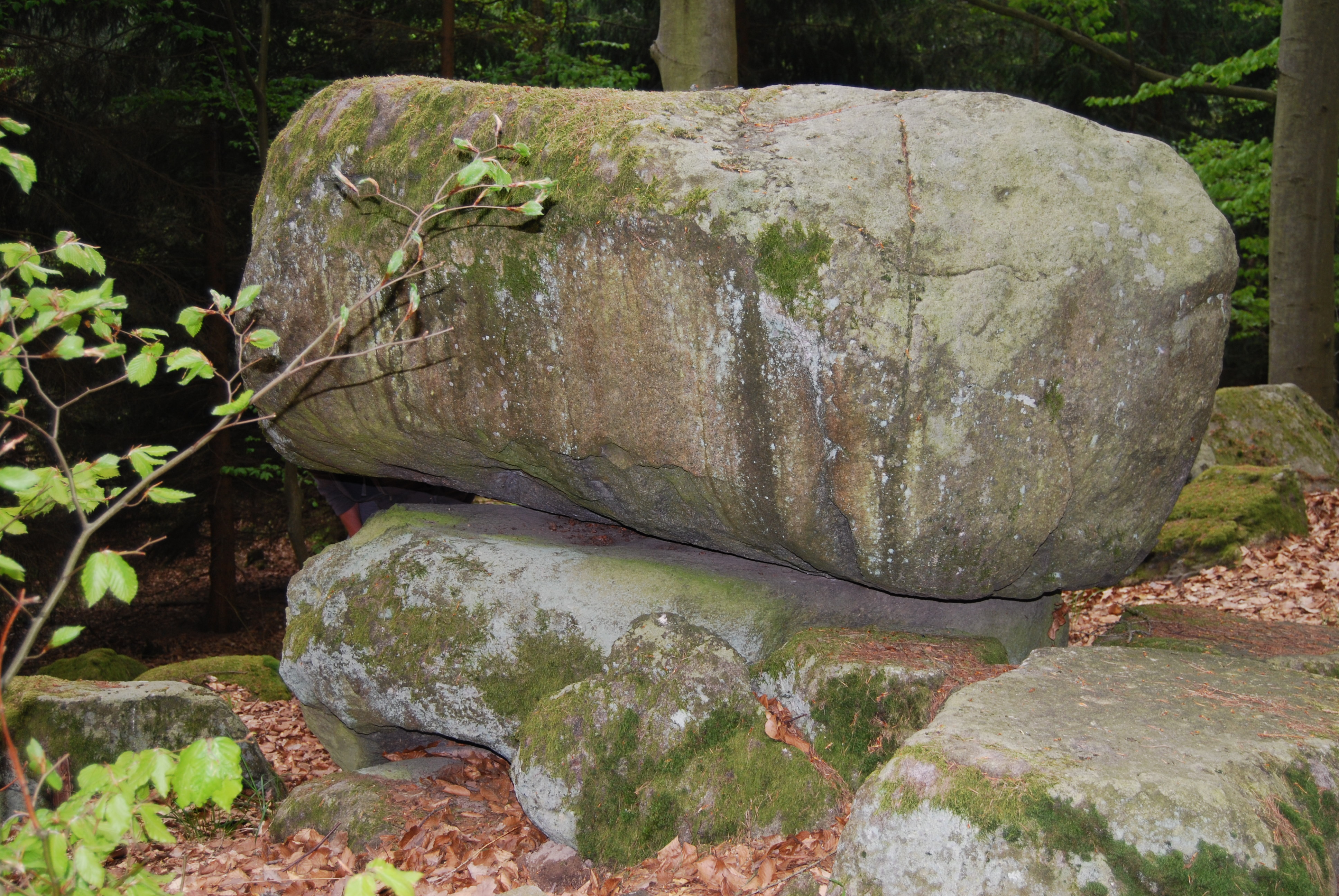
Duben 2011
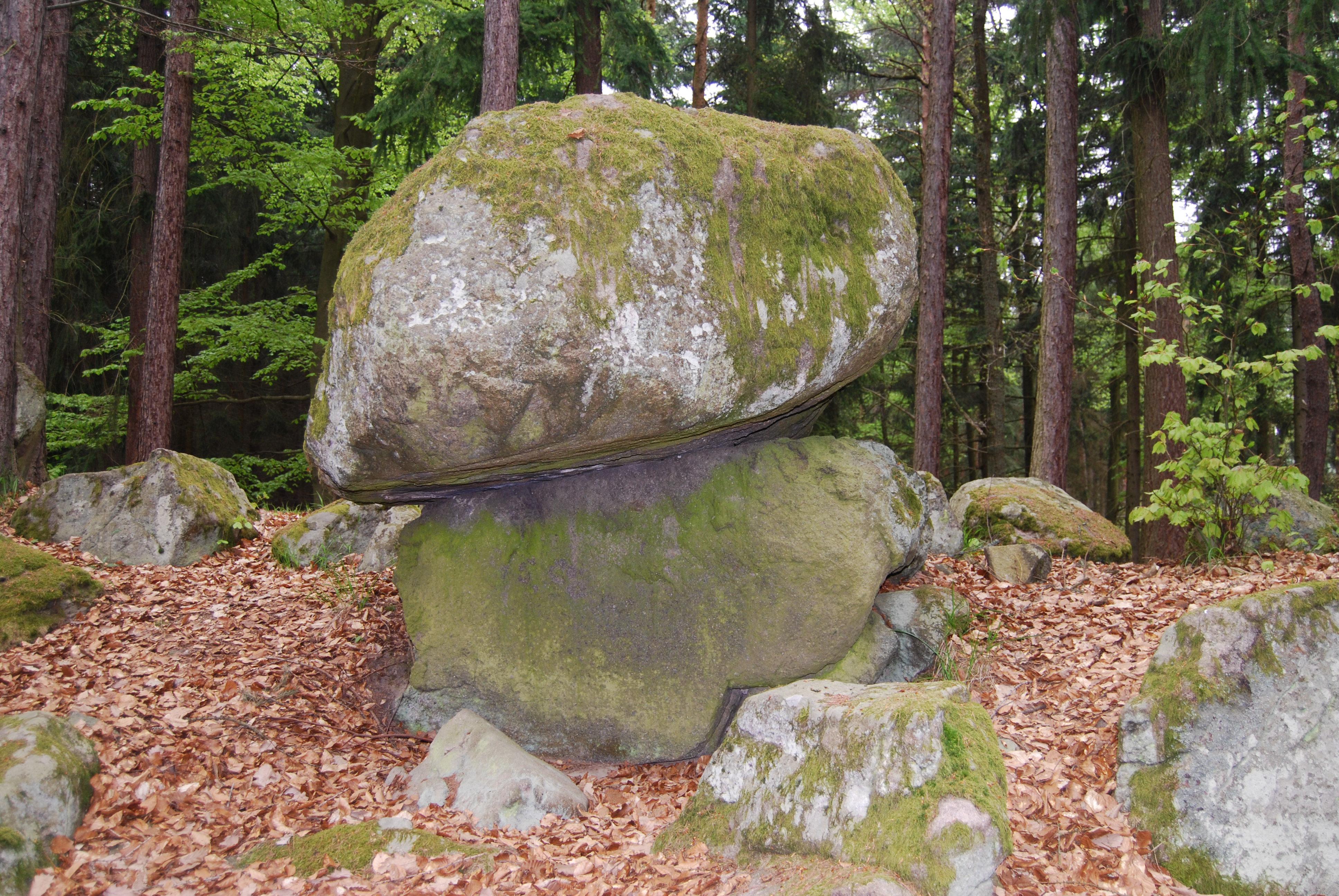
Duben 2011
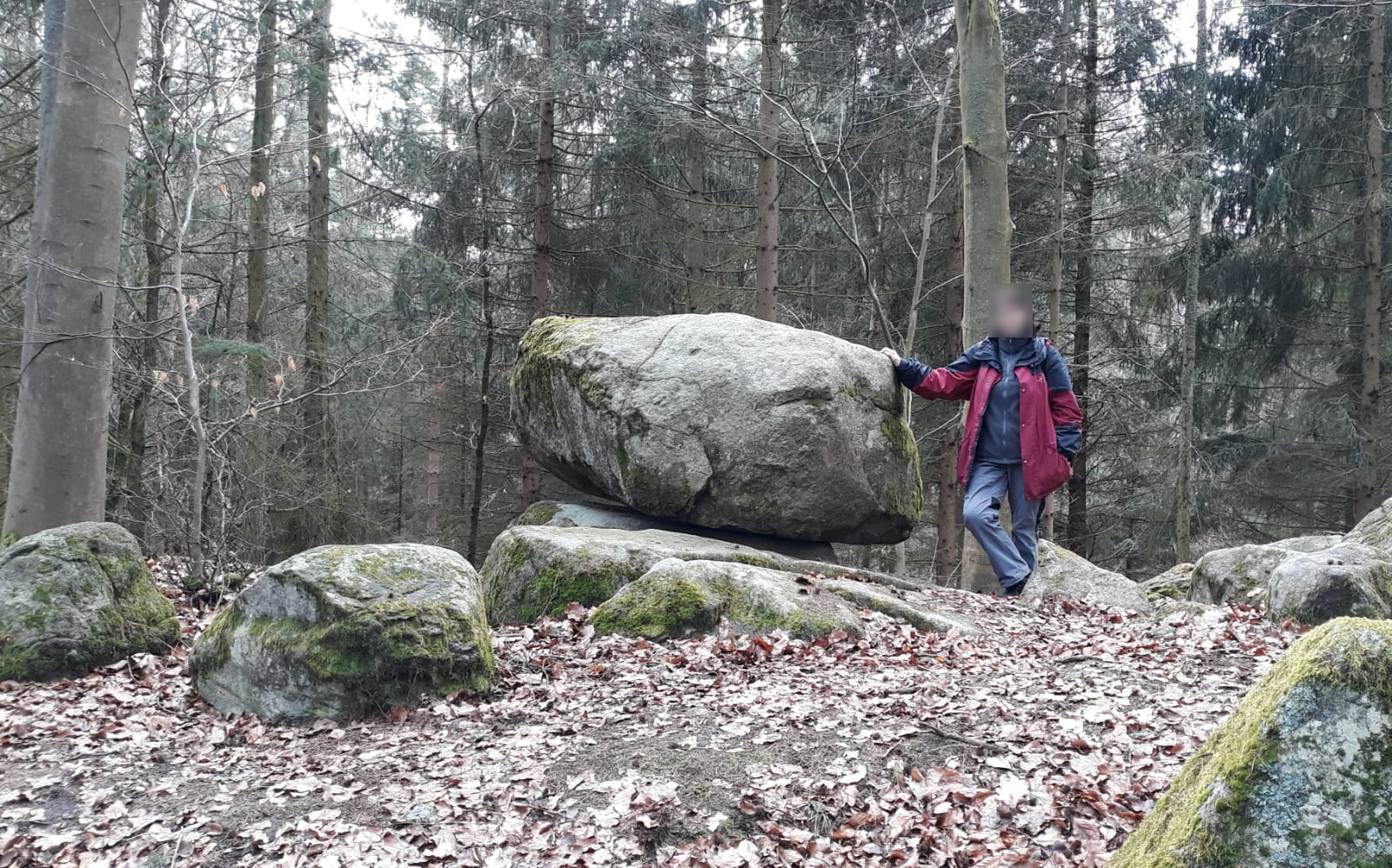
V porovnání s lidskou postavou (únor 2021)